# 阿道夫·迈耶
阿道夫·爱德华·迈耶（英語：Adolf Eduard Mayer，1843年8月9日—1942年12月25日）是一位德国農業化學家，在研究“烟草花叶病”（tobacco mosaic disease）的过程中提取了烟草花叶病毒，但当时并未意识到这是病毒。